# Пушнин, Александр Тихонович
Пушнин Александр Тихонович (28 марта 1921, Моршанск, Тамбовская губерния, РСФСР — 5 сентября 1991, Ленинград, СССР) — советский живописец, педагог, профессор Ленинградского института живописи, скульптуры и архитектуры имени И. Е. Репина, член Ленинградской организации Союза художников РСФСР.

## Биография
Пушнин Александр Тихонович родился 28 марта 1921 года в городе Моршанске Тамбовской губернии.
В 1943 поступил на отделение живописи Ленинградского института живописи, скульптуры и архитектуры (с 1944 года — имени И. Е. Репина). Занимался у Ивана Степашкина, Михаила Авилова, Юрия Непринцева, позже — в творческой мастерской Александра Герасимова.
В 1950 году окончил институт по мастерской Рудольфа Френца с присвоением звания художника живописи. Дипломная работа — картина «Владимир Ульянов в Казанском университете».
После окончания института занимался в аспирантуре. Кандидат искусствоведения (1952). Участвовал в выставках с 1948 года, экспонируя свои работы вместе с произведениями ведущих мастеров изобразительного искусства Ленинграда. В 1950 году был принят в члены Ленинградского Союза советских художников.

Писал портреты, жанровые и исторические композиции, пейзажи, этюды с натуры.

Живописную манеру отличали широкое свободное письмо, интерес к сложным ракурсам. В совершенстве владел техникой рисунка. Сдержанный колорит работ строился на искусной передаче богатых оттенков цвета и отношений теплых и холодных тонов.

Автор картин «Ленинград — стройкам коммунизма» (1951), «На Волге», «Портрет передовой доярки Маньковой» (обе 1957), «Портрет девушки», «Мокрые крыши» (обе 1958), «В районе новостроек», «На ярмарке», «Портрет Е. В. Дутышевой», «Карусель», «Портрет художницы Т. В. Копниной» (все 1960), «Волжанка», «На Волге», «Портрет доярки» (все 1961), «На тренировку», "Володя Игнатов, тракторист совхоза «Новый мир» (обе 1964), «Первое Мая» (1975).
С 1953 года преподавал в Ленинградском институте живописи, скульптуры и архитектуры имени И. Е. Репина. Профессор кафедры рисунка (1986).

1982 год — персональная выставка в Ленинграде.
Скончался в Ленинграде 5 сентября 1991 года на 71-м году жизни.
Произведения А. Т. Пушнина находятся в Государственном Русском музее, в музеях и частных собраниях в России, Франции, Германии, США и других странах.

## Выставки
- 1950 год (Москва): Художественная выставка 1950 года.
- 1951 год (Ленинград): Выставка произведений ленинградских художников.
- 1957 год (Ленинград): 1917—1957. Выставка произведений ленинградских художников.
- 1957 год (Москва): Всесоюзная художественная выставка, посвящённая 40-летию Великой Октябрьской социалистической революции.
- 1958 год (Ленинград): Осенняя выставка произведений ленинградских художников.
- 1960 год (Ленинград): Выставка произведений ленинградских художников.
- 1960 год (Москва): Советская Россия. Республиканская художественная выставка.
- 1961 год (Ленинград): Выставка произведений ленинградских художников 1961 года.
- 1964 год (Ленинград): Ленинград. Зональная выставка.
- 1975 год (Ленинград): Наш современник. Зональная выставка произведений ленинградских художников.
- 1976 год (Москва): Изобразительное искусство Ленинграда.
- Апрель 1991 года (Париж): Выставка «Русские художники».
- 1997 год (Санкт-Петербург): Связь времён. 1932—1997. Художники — члены Санкт-Петербургского Союза художников России.